# Аксентьєв Борис Миколайович
Борис Миколайович Аксентьєв (28 липня 1894 — 19 листопада 1939) — український радянський ботанік, фізіолог рослин, професор

## Біографія
Б. М. Аксентьєв народився 28 липня 1894 року в Одесі.
У 1918 році закінчив Новоросійський університет. В 1918—1921 роках навчався в аспірантурі.
Протягом 1918—1932 років викладав в Одеському сільськогосподарському інституті, одночасно у 1921—1929 роках працював в Одеському інституті народної освіти.
З 1931 року працював в Одеському ботанічному саду, де у 1935—1939 роках керував сектором фізіології рослин.
В 1933—1935 роках був доцентом, а у 1935—1939 роках — професором кафедри ботаніки Одеського державного університету. Одночасно обіймав посаду професора в Одеському державному педагогічному інституті.
В 1935 році був затверджений у вченому званні професора, а у 1937 році здобув науковий ступінь доктора біологічних наук.
Входив до складу Російського ботанічного товариства..
Помер 19 листопада 1939 року в Одесі.

## Наукова діяльність
Досліджував хімічну стимуляцію насіння і вплив різних факторів на його проростання, одержав експериментальні дані про роль оболонки насіння, яка при проростанні реагує на світло. Займався проблемами фітопатології, генетики та селекції пшениць тощо.

### Деякі праці
- Диатомовые Кочковского болота в окрестностях Екатеринослава/Б. Н. Аксентьев // Журнал Русского бот.анического общества. — 1926. — Т. XI, вып. 1—2. — С. 33—48.
- Материалы к фитопланктону Одесского залива/ Б. Н. Аксентьев// Журнал науково-дослідних кафедр м. Одеси. — 1926. — Т. 2, № 4. —  С. 62 — 79.
- О влиянии семенных вытяжек  на проростание семян/ Б. Н. Аксентьев// Журнал Русского ботанического общества при АН СССР. — 1927. — Т. 2, № 3. — С. 291—307.
- Arten von Chaetoceras Ehr. aus dem Odessaer Meerbusen // Intern. Rev. d. Hydrobiol. u. Hydrogr. — 1930. — Т. 24, вип. 1/2. — С. 122—133. (нім.)
- Некоторые данные о грибных заболеваниях баклажана (Solanum melongena L.) (на огородах в окрестностях г. Одессы)/ Б. Н. Аксентьев // Ботанический журнал СССР. — 1934. — Т. XIX, вып. 1. — С. 11—15.

## Родина
- Сестра: Аксентьєва Зінаїда Миколаївна (1900—1969) — радянський астроном, член-кореспондент АН УРСР.
- Брат: Аксентьєв Георгій Миколайович (1907 — 1972) — український радянський географ